# Nordöstra England
Nordöstra England (eng. North East England) är en av Englands nio regioner. Den har omkring 2,7 miljoner invånare (2022) och Newcastle är administrativt centrum.
Vid en folkomröstning 4 november 2004 blev ett förslag att införa ett regionalt parlament nedröstat.
Nordöstra England utgjorde en valkrets vid valen till Europaparlamentet.

## Ceremoniella grevskap
- Northumberland
- Durham
- Tyne and Wear
- Den del av North Yorkshire som ingår i Teesside.